# Bruno Schönfeld
Bruno Schönfeld (* 19. Januar 1885 in Leipzig, Deutsches Reich; † 28. Juli 1981 in Koblenz, Deutschland) war ein deutscher Theaterschauspieler, Theaterregisseur und Theaterintendant.

## Leben und Wirken
Der Autodidakt Schönfeld kam direkt von der Schule im Februar 1901 an das Meininger Hoftheater. Es folgten Verpflichtungen nach Frankfurt am Main, Lindau am Bodensee, Bromberg, Magdeburg, Augsburg, Heidelberg, Karlsruhe und zahlreiche weitere Provinztheater, wo sich Schönfeld auch einen Namen als Rezitator machte. Zu Beginn des Jahrhunderts führte ihn eine Gastspielreise überdies an das deutschsprachige Irving-Place-Theater in New York. Schönfeld feierte schon zu Beginn seiner künstlerischen Laufbahn seine größten Erfolge mit Heldenrollen in Stücken von Friedrich Schiller: so sah man ihn u. a. als Karl Moor, Fiesco und Marquis Posa, er wurde aber auch als Torquato Tasso und Egmont (beides nach Goethe), Hamlet und Mark Anton (beides nach Shakespeare), Uriel Acosta (nach Gutzkow) sowie als Wetter vom Strahl (in Kleists Das Käthchen von Heilbronn) besetzt. Gegen Ende der Weimarer Republik wechselte Bruno Schönfeld zur Regie, so auch am Bonner Stadttheater, wo er zuletzt (Spielzeit 1930/31) überdies als Stellvertreter des Intendanten in Erscheinung trat.
Für die Spielzeit 1931/32 bot man Schönfeld an, die Intendanz des Koblenzer Theaters zu übernehmen. Dieser Bühne galt fortan sein größtes Augenmerk. Diese Intendanz läutete Schönfelds wichtigste künstlerische Phase ein, die jedoch durch seine Absetzung und Kaltstellung durch die Nazis 1933 jäh unterbrochen wurde. In der darauf folgenden Spielzeit 1933/34 fand er mit der Intendanz der Norddeutschen Bühne Schleswig einen künstlerischen Rückzugsort. Während des Zweiten Weltkriegs fand in Berlin eine allmähliche Rehabilitierung Bruno Schönfelds statt: Man ließ ihn in den frühen 1940er Jahren als Schauspieler am Rose-Theater sowie am Theater der Jugend auftreten. Nebenbei besaß er auch eine eigene Gastspieldirektion (Tourneetheater). In der letzten reichsdeutschen Spielzeit vor der von Propagandaminister Joseph Goebbels verordneten Schließung aller deutschen Bühnen im Spätsommer 1944 ließ man Schönfeld am Theater der Jugend auch wieder Regie führen.
Rund um das Kriegsende 1945 kehrte Bruno Schönfeld nach Koblenz heim und erhielt sofort seinen Intendantenposten am dortigen Theater zurück. Infolge seiner Wiedereinsetzung gab es an Schönfelds bevorzugter Wirkungsstätte neben der leichten Kost auch gehobenes Kulturgut zu sehen: „Nach der Inszenierung des Schwanks ‚Die spanische Fliege‘ von Franz Arnold und Ernst Bach widmete er sich Ende des Monats November dem Bühnenstück ‚Iphigenie auf Tauris‘ aus der Feder des Johann Wolfgang von Goethe. Aus dem Dreiklang dieser Stücke erwuchs von neuem rasch eine umtriebige städtische Theaterkultur, die das Koblenzer Publikum auch heute schätzt“, wie es in der Rhein-Zeitung hieß. Auch nach seiner Pensionierung blieb Schönfeld bis zu seinem Tod im Alter von 96 Jahren seiner Wahlheimat Koblenz verbunden.